# برنوا
شهر برنوا در ایالت بایرن در کشور آلمان واقع شده است.